# Zyras laticollis
Zyras laticollis är en skalbaggsart som först beskrevs av Johann Christian Friedrich Märkel 1842.  Zyras laticollis ingår i släktet Zyras, och familjen kortvingar. Arten är reproducerande i Sverige.